# Felix Burckhardt (Jurist)
Felix Burckhardt (auch Burckhardt-Schmid; * 18. Juni 1906 in Langenbruck; † 13. Oktober 1992 in Basel) war ein Schweizer Jurist und Dichter in Basler Mundart. Sein Pseudonym war Blasius.

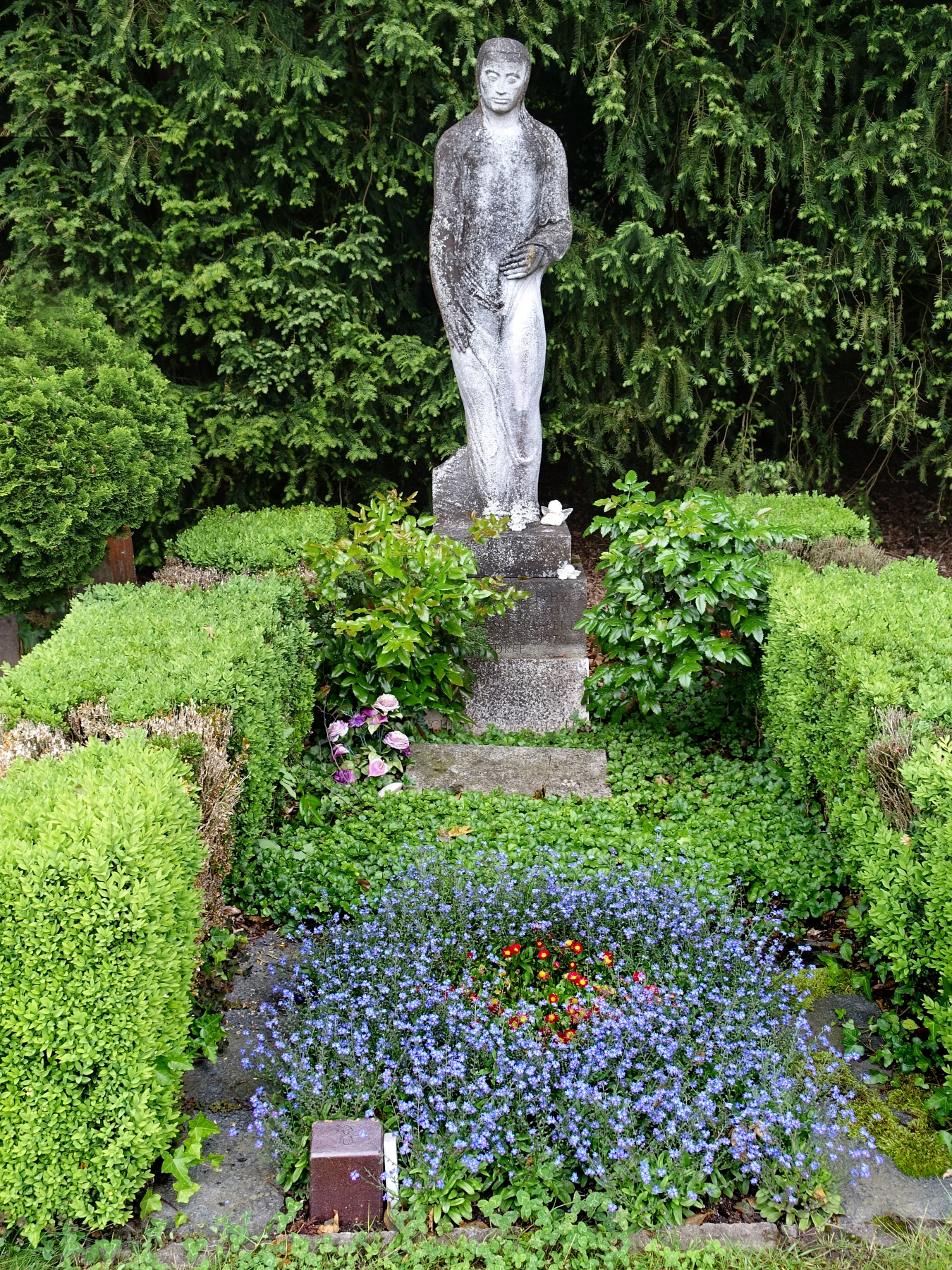
Friedhof am Hörnli. Skulptur von Alexander Zschokke

## Leben

### Familie

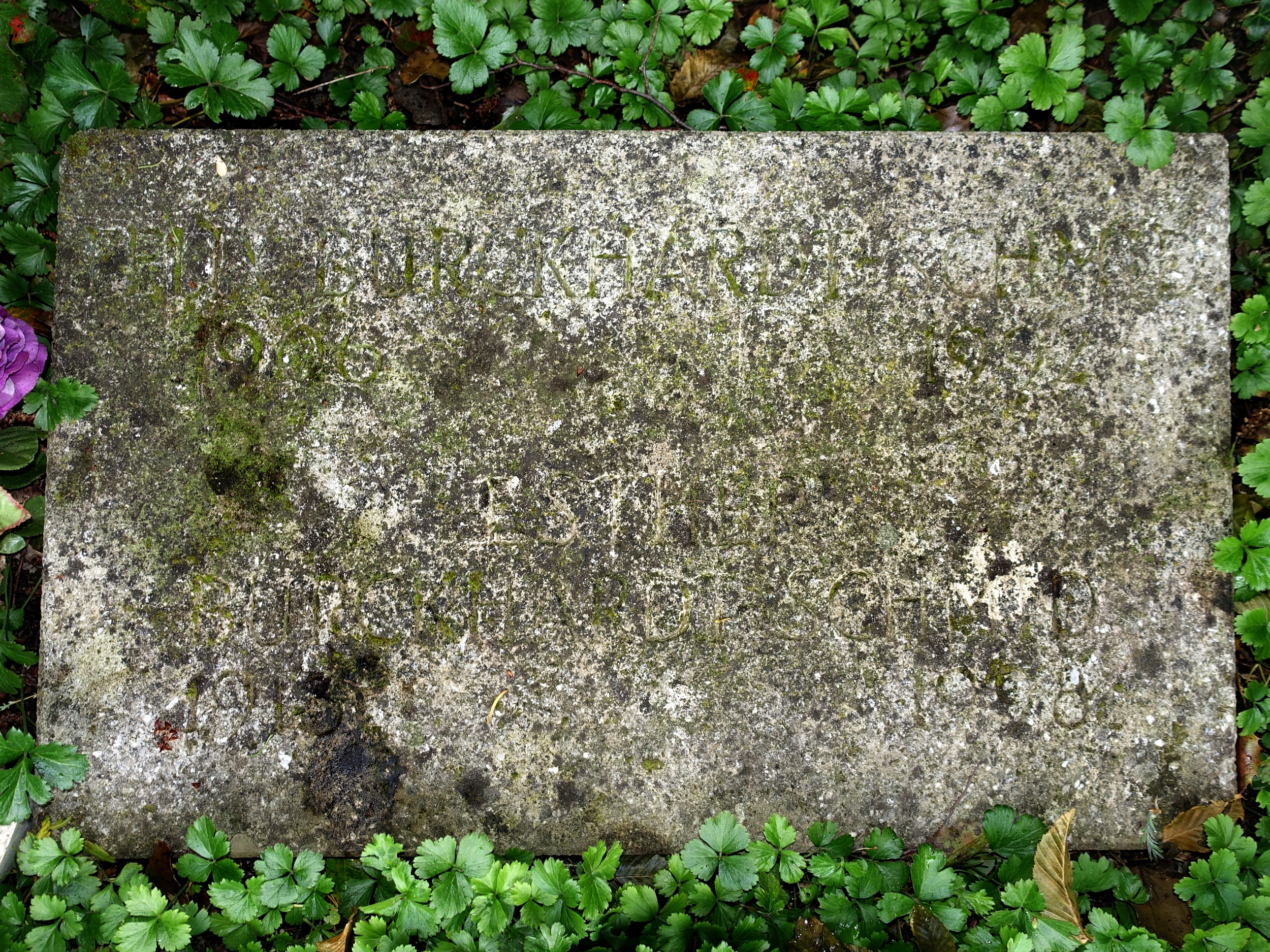
Grab auf dem Friedhof am Hörnli.

Felix Burckhardt entstammte dem Basler Patriziergeschlecht Burckhardt und war der Sohn des Arztes Ernst Burckhardt. Am 23. April 1935 heiratete er Esther Elisabeth, geborene Schmid (1913–1998). Sie war die Tochter des Juristen Johann Peter Schmid (1879–1939) und der Elisabeth, geborene Fehr (1881–1970). Diese führte Tagebücher, die seit 2005 im Staatsarchiv Basel-Stadt aufbewahrt werden.
Felix Burckhardt fand seine letzte Ruhestätte auf dem Friedhof am Hörnli.

### Werdegang
Felix Burckhardt immatrikulierte sich zu einem Studium der Rechtswissenschaften an der Universität Basel und setzte das Studium an der Universität Genf, der Universität München und der Universität London fort, bis er 1930 mit seiner Dissertation Die rechtliche Bedeutung von geistigen und körperlichen Krankheiten für die Eheschliessung und Ehescheidung nach schweizerischem und deutschem Recht zum Dr. jur. promovierte.
Nach dem Studium war er als Anwalt und Notar in der Kanzlei seines Schwiegervaters in Basel tätig.

### Schriftstellerisches Wirken
1949 veröffentlichte Felix Burckhardt unter seinem Pseudonym Blasius erstmals Basler Mundartgedichte unter dem Titel Vorwiegend heiter. In der Folge veröffentlichte er zahlreiche weitere Gedichtbände, unter anderem 1954 Soll i oder soll i nit?, 1967 I bin e Bebbi und 1972 seinen Versepos Der Till vo Basel. 1986 erschien der Sammelband Der Baasler und sy Wält und nach seinem Tod 1993 der Sammelband E Stund mit em Blasius; dazu schrieb er für die Satirezeitschrift Nebelspalter. Er wurde auch als Basler Stadtpoet bezeichnet.

## Mitgliedschaften
Felix Burckhardt war in der Schweizerischen Rechtsanwaltskammer vertreten; dazu war er Sekretär der Medizinischen Gesellschaft Basel sowie in der Schweizerischen Krebsliga (heute Krebsliga beider Basel), deren Mitbegründer und Generalsekretär er von 1964 bis 1982 war.
Er wirkte zudem lange Jahre als Präsident der Allgemeinen Lesegesellschaft Basel, die 1787 gegründet wurde, war Vizepräsident der Sparkasse Basel (heute: Stiftung SKB 1809), die die Ziele der Gesellschaft für das Gute und Gemeinnützige Basel förderte und unterstützte, sowie Delegierter in der Verwaltung des Stadttheaters. Er zählte zum Kreis der Basler Hebelstiftung und war Mitglied der 1836 gegründeten Akademischen Zunft, die die Beziehung ihrer Mitglieder zur Universität Basel pflegte.

## Ehrungen und Auszeichnungen
1974 ernannte ihn die Medizinische Fakultät der Universität Basel für seine Tätigkeiten in der Medizinischen Gesellschaft Basel und der Schweizerischen Krebsliga zum Dr. med. h. c.

## Schriften (Auswahl)
- Die rechtliche Bedeutung von geistigen und körperlichen Krankheiten für die Eheschliessung und Ehescheidung nach schweizerischem und deutschem Recht. Basel 1930.
- Vorwiegend heiter: ein Büschel Verse von Blasius. Basel: Amerbach, 1949.
- Kleine Stadtmusik. Basel Schwabe 1951.
- Verzell du das em Fährimaa! Basel 1955.
- Soll i oder soll i nit? Basel Schwabe 1956.
- Spritzfährtli. Basel 1958.
- Max Afflerbach; Blasius: Voici Bâle! – ein Spiel für den Basler Tag an der Expo 1964. Basel 1964.
- Haimlifaiss baseldt. Gedichte. Basel Schwabe 1984.
- I bin e Bebbi. Basel 1967.
- Max Kämpf; Blasius: Unsere Fasnacht. Basel: Heman 1971.
- Der Till vo Basel. Basel 1972.
- Em Bebbi sy Fasnacht. Basel Schwabe 1975.
- Der Baasler und sy Wält: gsammledi Gidicht und Väärs us 50 Johr. Basel F. Reinhardt 1986.
- E Stund mit em Blasius zwai Dotzed vo syne Gidicht und en Yylaitig. Basel GS-Verl. 1993.